# Harpyionycteris celebensis
Harpyionycteris celebensis is een zoogdier uit de familie van de vleerhonden (Pteropodidae). De wetenschappelijke naam van de soort werd voor het eerst geldig gepubliceerd door Miller & Hollister in 1921.